# Soul Revolution Part II
Soul Revolution Part II – album zespołu The Wailers wydany w 1971 roku. Jest to wersja instrumentalna utworów z albumu Soul Revolution.

## Lista utworów
Strona 1
1. „Keep On Moving”
2. „Don't Rock My Boat”
3. „Put It On”
4. „Fussing & Fighting”
5. „Duppy Conqueror V4”
6. „Memphis”

Strona 2
1. „Riding High”
2. „Kaya”
3. „African Herbman”
4. „Stand Alone”
5. „Sun Is Shining”
6. „Brain Washing”